# Banc Asiàtic d'Inversió en Infraestructures
El Banc Asiàtic d'Inversió en Infraestructures (Asian Infrastructure Investment Bank, en anglès, o AIIB) és una institució financera internacional proposada pel govern de la República Popular de la Xina. El propòsit d'aquest banc de desenvolupament multilateral és proporcionar el finançament per a projectes d'infraestructura a la regió d'Àsia. L'AIIB és considerat per alguns com un rival de l'FMI, del Banc Mundial i del Banc de Desenvolupament asiàtic (ADB), els quals es considera que estan dominats per països desenvolupats com els Estats Units. L'AIIB s'inscriu, en aquest sentit, en la iniciativa del Cinturó i Ruta de la Seda.

## Història
La idea de la creació d'aquest banc fou presentat per primera vegada a l'octubre del 2013, durant una visita del president de la Xina, Xi Jinping, a Indonèsia. L'objectiu és promoure el desenvolupament dels països asiàtics i la integració econòmica regional, abordant les necessitats d'infraestructura. També té per objectiu establir institucions financeres internacionals menys dependent dels Estats Units i enfortir el paper dels actors regionals en la presa de decisions. Els països emergents valoren subrepresentades les seves nacions a les institucions financeres existents, fet que s'ha vist reflectit a la reforma de l'FMI del 2010 que durant el G24 fou criticada pels països emergents que varen denunciar aleshores inacció volguda per part de Washington.
L'any 2014, el dret a vot dels Estats Units a l'FMI i a la Banca Mundial representaven el 16,15% i el 16,21%, contra el 3,81 i 4,85% per la Xina. Això donava als EUA un dret, de facto, a veto. Tot plegat explica la creació de l'AIIB. L'octubre del 2013 Pequín llança una cerimònia d'inauguració de l'ens on 20 països signen un memoràndum d'entesa per construir el Banc Asiàtic d'Inversió en Infraestructuras: la Xina, l'Índia, Tailàndia, Malàisia, Singapur, les Filipines, Pakistan, el Bangladeix, Brunei, Cambodja, Kazakhstan, Kuwait, Laos, Mianmar, Mongòlia, Nepal, Oman, Qtar, Sri Lanka, l'Uzbekistan i el Vietnam.

## Membres de l'AIIB

Mapa amb els membres en blau fosc i clar.

Quant als 57 països membres, Japó i l'Índia són les úniques grans economies d'Àsia que no han sol·licitat l'adhesió. Taiwan també la va sol·licitar, però Pequín la hi ha rebutjada. Corea del Nord l'ha sol·licitada, però per falta de transparència econòmica no hi ha entrat. Gairebé tot Europa Occidental, amb excepció de Bèlgica i Irlanda, s'ha unit oficialment a l'AIIB. Els Estats Units, Canadà i Mèxic es van negar a unir-se i Washington és particularment crític sobre el nou projecte, de manera que intenta exercir pressió sobre els seus aliats perquè no s'hi adherisquen.
- Països membres de la regió Àsia-Pacífic: Aràbia Saudita, Austràlia, Azerbaidjan, Bengladeix, Birmània, Brunei, Cambodja, la Xina, Corea del Sud, Emirats Àrabs Units, Geòrgia, Índia, Indonèsia, Iran, Israel, Jordània, Kazakhstan, Kirguizstan, Laos, Maldives, Mongòlia, Nepal, Nova Zelanda, Oman, Uzbekistan, Pakistan, Rússia, Singapur, Sri Lanka, Turquia i Vietnam.

- Països membres no regionals: Alemanya, Àustria, Brasil, Egipte, Espanya, Finlàndia, Islàndia, França, Itàlia, Luxemburg, Malta, Noruega, Països Baixos, Portugal, Regne Unit, Suècia i Suïssa